# گردان ۱۵۱ دژ
گردان ۱۵۱ دژ گردان پیاده زیرمجموعه لشکر ۹۲ زرهی اهواز از نیروی زمینی ارتش ایران بود، که در خلال جنگ ایران و عراق وظیفه حفاظت از جاده شلمچه به خرمشهر را برعهده داشت. گردان ۱۵۱ دژ در سال ۱۳۴۹ توسط نیروی زمینی شاهنشاهی ایران تأسیس شد. در روزهای نخست جنگ، این گردان یکی از معدود یگان‌های نظامی بود، که در برابر هجوم نیروی زمینی عراق قرار داشت و در نبرد خرمشهر، به مدت ۳۰ روز در برابر حملات لشکر ۳ زرهی و تیپ ۳۳ نیروی مخصوص عراق ایستادگی کرد و از خرمشهر دفاع نمود.

## تاریخچه
گردان ۱۵۱ دژ خرمشهر در سال ۱۳۴۹ تأسیس شد. این گردان شامل ۵ گروهان؛ ۴ گروهان تفنگدار و یک گروهان ارکان بود، که بخشی از پوشش نیروی زمینی ارتش از خط مرزی شلمچه تا طلائیه را برعهده داشت و برای انجام این مأموریت به ۳۲ پاسگاه تقسیم شده بود. مأموریت این گردان در زمان درگیری، انجام عملیات تأخیری و حفظ خطوط مرزی به مدت ۴۸ ساعت بود. برای کنترل مأموریت این گردان، دو پاسگاه یا دو دژ مرکزی در نظر گرفته شده بود، که یکی از آنها در شلمچه و دیگری در کوشک مستقر بود. فاصله دژهای ۳۲ گانه از یکدیگر، سه کیلومتر و استعداد هر دژ ۱۴ نفر نیروی انسانی شامل دو نفر افسر یا درجه‌دار و ۱۲ نفر سرباز، که همگی خدمه تفنگ ۱۰۶ میلی‌متری و سلاح‌های موجود بودند. سلاح سازمانی هر دو دژ یک قبضه تفنگ ۱۰۶ و یک دستگاه تانک، همچنین سلاح سازمانی دژهای مرکزی علاوه بر حداقل دو قبضه تفنگ ۱۰۶، یک دستگاه تانک، یک قبضه خمپاره ۸۱ میلی‌متری و یک قبضه خمپاره ۱۲۰ میلی‌متری بود و برای هر دژ نیز یک قبضه تیربار کالیبر ۵۰ میلی‌متری اختصاص داده شده بود.

## جنگ ایران و عراق
گردان ۱۵۱ دژ که بخشی از لشکر ۹۲ زرهی اهواز بود، در هنگام شروع جنگ ایران و عراق، وظیفه حفاظت از مرزهای ایران در استان خوزستان، حد فاصل شلمچه تا کوشک را برعهده داشت. در واقع راه زمینی اصلی که یگان‌های نیروی زمینی عراق قصد داشتند از طریق آن از نقطه مرزی شلمچه به سوی خرمشهر پیشروی و آن شهر را تصرف کنند، در محدوده استحفاظی و مأموریت این گردان قرار داشت.
مرز ایران و عراق از زمان حکومت محمدرضا شاه و بعد از عهدنامه ۱۹۷۵ الجزایر بین دو کشور، دارای یک دژ (نوعی خاکریز و استحکامات مرزی) بود، که در حد فاصل نیروهای ایران و عراق کشیده شده بود. این دژ به یک دژ مرکزی و دژهای فرعی تقسیم شده بود و مسئولیت دفاع از این دژها، برعهده گردان ۱۵۱ بود، که نیروهای آن در پادگانی به نام پادگان دژ مستقر شده بودند.
ارتش عراق که در ۳۱ شهریور ۱۳۵۹ حمله خود را برای اشغال خرمشهر آغاز کرد، با دفاع شدید نیروهای گردان ۱۵۱ روبه‌رو شد. این دفاع یک ماه تمام و تا ۳۰ مهرماه ۱۳۵۹ ادامه یافت. گردان دژ که با حمله لشکر ۳ زرهی و تیپ ۳۳ نیروی مخصوص عراق روبه‌رو شده بود و همزمان با توپخانه و نیروی هوایی عراق، گلوله‌باران و بمباران می‌شد، ۳۰ شبانه روز در برابر نیروهای عراقی جنگید و از محدوده گسترده نوار مرزی و از جمله جاده ۱۷ کیلومتری شلمچه به خرمشهر دفاع کرد، تا مانع ورود نیروهای عراقی به خرمشهر شود.
شدت درگیری گردان دژ با نیروهای عراقی در این ۳۰ روز چنان بود، که فقط در هفته اول جنگ، پنج بار فرماندهی این گردان به دلیل کشته یا مجروح شدن فرماندهان، تغییر کرد. نام آن پنج فرمانده که یکی پس از دیگری کشته یا مجروح شدند؛ سرهنگ جاموسی، سرگرد چهارمحالی، سرگرد شاهان، سروان کبریایی و ستوان گیوتاج بود، که این آخرین فرمانده در واقع پزشک گردان و افسر وظیفه بود، که در نبود فرماندهان بالاترش مجبور شد فرماندهی گردان را برعهده بگیرد. در این دفاع ۳۰ روزه از ۱۹ افسر گردان ۱۵۱ دژ، فقط یک افسر زنده ماند.